# Qeza-î Sharezûr
Qeza-î Sharezûr (arabiska: قضاء شارزور, kurdiska: قەزاى شارەزوور, arabiska: قضاء شهرزور) är ett distrikt i Irak.   Det ligger i provinsen Sulaymaniyya, i den nordöstra delen av landet, 250 km nordost om huvudstaden Bagdad.